# Regis Tadeu
Reginaldo Carneiro dos Santos Tadeu (São Paulo, 2 de novembro de 1960), mais conhecido como Regis Tadeu, é um jornalista, crítico musical, locutor, baterista e youtuber brasileiro. Atualmente toca na banda Muzak, tendo passagens também pelo Subúrbio, Ness, Made in Brazil, Jacqueline e  Chilli Sauce Trio. [carece de fontes?]

## Carreira
Regis Tadeu graduou-se em odontologia pela Universidade Metodista de São Paulo em 1986 e após a graduação trabalhou em consultório. Mais tarde, em 2004, entrou para o jornalismo especializado a convite da revista Cover Guitar. "O dono da revista precisava de alguém para fazer crítica musical e pensou em mim porque eu tinha uma considerável coleção de discos e, mesmo sem experiência, topei; a partir daí peguei gosto pela coisa", afirmou numa entrevista de 2014.
Como crítico, foi jurado do Programa Raul Gil, no quadro Jovens Talentos Kids (SBT), e do programa SuperPop, além de ter sido blogueiro do site Yahoo!. Recentemente, tem atuado como produtor e apresentador dos programas Lado Z e Rock Brazuca, ambos na Rádio USP FM. Anteriormente, havia sido diretor de redação das revistas Cover Guitarra, Cover Baixo, Batera, Teclado & Áudio e Mosh.
O jornalista tem também se dedicado ao seu canal no YouTube, em que dá suas opiniões sobre a música e os artistas atuais. Em 2015, o jornal O Tempo o entrevistou para comentar sobre álbuns que completaram vinte anos.
Em 2024, Regis passou a integrar periodicamente o programa Opinião Litoral, da TV Cultura, em que também comenta notícias, política e temas da atualidade.

## Videografia

### Televisão
| Ano  | Programa                | Papel                                       | Ref.   |
| ---- | ----------------------- | ------------------------------------------- | ------ |
| 2005 | SuperPop (RedeTV)       | Crítico musical - quadro "Toca Uma Pra Mim" | [ 16 ] |
| 2012 | Programa Raul Gil (SBT) | Jurado - Jovens Talentos Kids               |        |
| 2018 | Programa Raul Gil (SBT) | Jurado - Jogo do Banquinho                  |        |

#### Participações especiais
| Ano  | Programa                   | Episódio / Quadro                                                                          | Ref.   |
| ---- | -------------------------- | ------------------------------------------------------------------------------------------ | ------ |
| 2012 | Programa Raul Gil (SBT)    | Se você fosse, o que você faria? (2 de junho de 2012)                                      | [ 17 ] |
| 2018 | Eletrogordo (Canal Brasil) | Temp 3 - Ep 77 (18 de dezembro de 2018)                                                    | [ 18 ] |
| 2022 | Mesa Redonda (TV Gazeta)   | Vítor Pereira errou ao poupar alguns titulares contra o Palmeiras? - (24 de abril de 2022) | [ 19 ] |

## Filmografia

### Cinema
| Ano  | Filme        | Nota                      | Papel     | Ref.   |
| ---- | ------------ | ------------------------- | --------- | ------ |
| 2012 | A Onda Cover | Curta-metragem documental | Ele mesmo | [ 20 ] |

### Internet
| Ano           | Título      | Cargo        | Plataforma |
| ------------- | ----------- | ------------ | ---------- |
| 2017-presente | Regis Tadeu | Apresentador | YouTube    |

### Entrevistas
| Ano  | Título          | Nota           | Ref.   |
| ---- | --------------- | -------------- | ------ |
| 2004 | Programa do Jô  |                | [ 21 ] |
| 2019 | Todo Seu        | 24 de abril    | [ 22 ] |
| 2019 | Pânico          | 8 de maio      | [ 2 ]  |
| 2019 | Lord Vinheteiro |                | [ 23 ] |
| 2019 | Pânico          | 1 de agosto    | [ 24 ] |
| 2024 | Benja me Mucho  | 24 de setembro |        |